# Syndrome de Majeed
Pour les articles homonymes, voir Majeed.
Le syndrome de Majeed est une affection cutanée héréditaire caractérisée par une ostéomyélite chronique multifocale récurrente, une anémie dysérythropoïétique congénitale et une dermatose inflammatoire et causé par des mutations du gène LPIN2,.
Le syndrome a été découvert par le docteur H. J. Majeed d'où l’appellation du syndrome.

## Étiologie
Le syndrome de Majeed est causé par une mutation du gène LPIN2 (18p11.31) qui code la phosphatase phosphatidate (en) LPIN2 (Lipin-2), une protéine importante dans le métabolisme des lipides. De récentes études ont montré que cette protéine était un régulateur négatif de l'inflammasome NLRP3.

## Clinique
Le syndrome de Majeed survient généralement au cours des deux premières années de vie par une douleur osseuse, bien qu'il puisse se manifester plus tardivement dans l'enfance (entre l'âge d'un mois et huit ans). Comparée à l'ostéomyélite multifocale chronique récurrente (OMCR) (en) non syndromique, l'OMCR associée au syndrome de Majeed est plus sévère et persiste davantage, avec des rémissions courtes et des exacerbations plus fréquentes. Elle peut être associée à une fièvre, des douleurs articulaires, un retard de l'âge osseux, un retard de croissance, une petite taille à l'âge adulte et le développement de contractures de flexion. Les patients présentent aussi une anémie microcytaire hypochrome avec dysérythropoïèse (en) sur les onze biopsies de moelle osseuse effectuées. L'anémie est légère dans la moitié des cas. Une ou plusieurs transfusions sanguines sont nécessaires pour l'autre moitié des cas. Une dermatose neutrophilique inflammatoire (syndrome de Sweet) a été rapportée chez deux patients atteints du syndrome de Majeed. Les autres manifestations incluent un retard de croissance staturo-pondérale, une hépatomégalie, une neutropénie et un ictère cholestatique transitoire. Le syndrome est chronique et peut avoir un impact significatif sur la qualité de vie.